# 4834 Thoas
4834 Thoas eller 1989 AM2 är en trojansk asteroid i Jupiters lagrangepunkt L4. Den upptäcktes 11 januari 1989 av den amerikanska astronomen Carolyn S. Shoemaker vid Palomar-observatoriet. Den är uppkallad efter Thoas i den grekiska mytologin.
Asteroiden har en diameter på ungefär 72 kilometer.